# Thracia challisiana
Thracia challisiana är en musselart som beskrevs av Dall 1915. Thracia challisiana ingår i släktet Thracia och familjen Thraciidae. Inga underarter finns listade i Catalogue of Life.